# Acanthodoris hudsoni
Acanthodoris hudsoni är en snäckart som beskrevs av Frank Mace MacFarland 1905. Acanthodoris hudsoni ingår i släktet Acanthodoris och familjen Onchidorididae. Inga underarter finns listade i Catalogue of Life.

## Bildgalleri

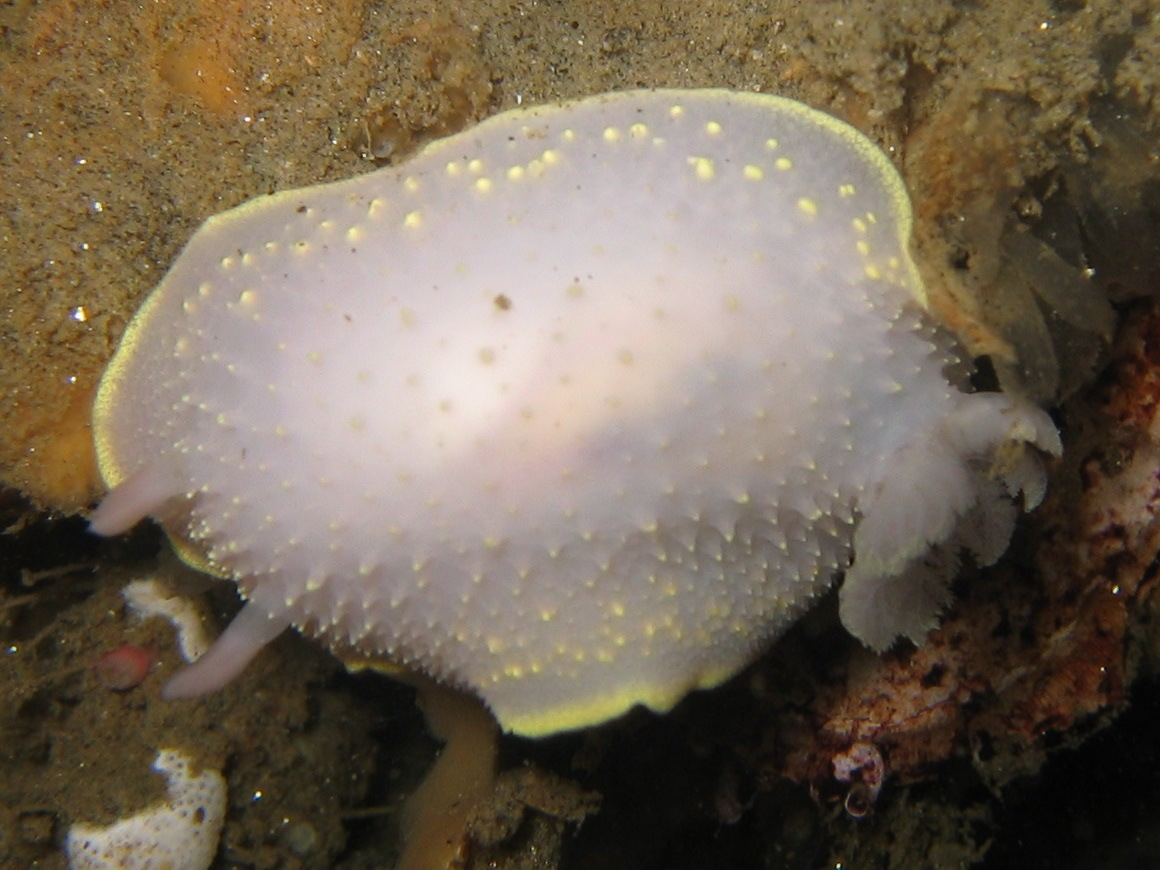